# Carl Sellin (Theologe)
Carl Adolph Franz Friedrich Wilhelm Sellin (* 25. Januar 1833 in Ludwigslust; † 1. Juni 1910 in Wilmersdorf) war ein deutscher evangelisch-lutherischer Theologe, Gymnasiallehrer und Spiritist.

## Leben
Carl Sellin war ein Sohn des Theologen und Seminardirektors Carl Wilhelm Sellin (1793–1850) und dessen Frau Emma, geb. Seiler (1807–1877), einer Pastorentochter aus dem Brandenburgischen. Zu seinen zahlreichen Geschwistern zählten der Kaufmann Theodor Sellin (1835–1856), der Pastor in Dassow und Kirchenrat Wilhelm (Christoph Elias Bernhard Donatus) Sellin (1838–1931, Vater des Alttestamentlers Ernst Sellin), Kolonialdirektor Albrecht (Wilhelm) Sellin (1841–1933), Gotthilf Sellin (1844–1921), Historiker, Lehrer und Esperantist, sowie die Schwestern Emma und Johanna Sellin.
Er besuchte das Friedrich-Franz-Gymnasium in Parchim bis zum Abitur Ostern 1851 und studierte Evangelische Theologie an den Universitäten Erlangen und Universität Rostock.
Nach seinem Ersten Theologischen Examen (Tentamen) im Herbst 1855 war er, wie damals oft üblich, zunächst als Lehrer tätig, und zwar an der Realschule in Schwerin. Hier wurde er hineingezogen in den Fall Baumgarten, den Streit um die liberalen Ansichten seines Rostocker Lehrers Michael Baumgarten. 1858 war Baumgarten aufgrund eines von Otto Krabbe erstellten Consistorialerachtens, das Baumgarten unter anderem Bekämpfung der in der Konkordienformel festgelegten Kirchenlehre und Bruch eidlich angelobter Verpflichtungen vorwarf, entlassen worden. Sellin setzte sich vehement und öffentlich in einer Eingabe an den Oberkirchenrat für eine Revision dieser Entscheidung ein. Der Oberkirchenrat unter Theodor Kliefoth entschied sich, Sellin und Theodor Schulenburg, der ihn unterstützte, drakonisch zu bestrafen. Beide verloren sowohl ihre Stelle als Lehrer als auch ihre Predigtzulassung (licentia concionandi). Das bereits begonnene Zweite Theologische Examen wurden für beide gestoppt (sistiert), und sie wurden aus der Liste der Kandidaten des Predigtamtes gestrichen, womit sie jede Aussicht auf eine Pfarrstelle verloren. Die drastischen Maßnahmen der Kirchenleitung wurden überregional kritisch wahrgenommen. Sellin dokumentierte und kommentierte das Verfahren in seiner 1861 in Leipzig publizierten Schrift Zur Enthüllung des mecklenburgischen Papstthums, die in Mecklenburg das größte Aufsehen erregte.
Sellin schlug sich einige Jahre als Privatlehrer durch und verließ dann Mecklenburg. In Kiel bestand er das philologische Oberlehrerexamen. Nach einer kurzen Tätigkeit am Gymnasium in Flensburg erhielt er 1869 eine Stelle in Hamburg als Lehrer an der Realschule des Johanneums, dem damals einzigen Realgymnasium in Hamburg. Sellin unterrichtete Französisch, Latein, Deutsch und Religion. 1871 wurde er Ordentlicher wissenschaftlicher Lehrer, zu Ostern 1874 Oberlehrer, dann Oberlehrer 1. Gehaltsklasse (Ostern 1875). Schließlich erfolgte am 28. März 1884 seine Ernennung zum Professor.
1884 rief Sellin mit weiteren 43 Persönlichkeiten aus den Städten Nord- und Westdeutschlands dazu auf, einen Demokratischen Verein zu gründen, als Vorstufe zu einer Demokratischen Partei links von der Deutschen Freisinnigen Partei, rechts von der SPD. Johann von Berenberg-Gossler griff die drei Unterzeichner aus Hamburg, die als Lehrer tätig waren (neben Sellin waren dies Hugo Toeppen und Gustav Wendt), in einer Leserzuschrift öffentlich an und forderte disziplinarische Konsequenzen, worauf diese mit einer Privatklage wegen Beleidigung konterten. Die gerichtliche Verhandlung im Februar 1885 fand große Resonanz. Ihre Klage wurde abgewiesen; es kam jedoch auch nicht zu den von Berenberg-Gossler und einem Teil der Hamburger Presse geforderten disziplinarischen Konsequenzen.
Seit Ende der 1870er Jahre, also ungefähr zu der Zeit, als sein Bruder Albrecht aus Brasilien zurückkehrte, interessierte er sich für Okkultismus und Spiritismus. Er wurde Mitglied der kurzlebigen Theosophischen Societät Germania, gehörte dem Vorstand des Vereins für psychische Studien an und veranstaltete Séancen in seiner Wohnung, erst in der Herrenstraße, dann in der Wrangelstraße 5 in Hoheluft. 1881 entzog ihm der Direktor Konrad Friedländer deswegen den Religionsunterricht. Sellin veröffentlichte Artikel in der Vereinszeitschrift Psychische Studien sowie 1886 in der von Wilhelm Hübbe-Schleiden herausgegebenen Sphinx, einer namhaften okkultistischen Zeitschrift mit dem Untertitel Monatsschrift für die geschichtliche und experimentale Begründung der übersinnlichen Weltanschauung auf monistischer Grundlage. Dies führte zu einem disziplinarischen Verweis. Seit 1886 war er korrespondierendes Mitglied (associate) der Society for Psychical Research.
In den folgenden Jahren hielt sich Sellin mit öffentlichen Beiträgen zurück. Zum 1. April 1898 wurde er auf seinen Antrag hin pensioniert. Im Ruhestand zog er nach Deutsch Wilmersdorf (heute Ortsteil von Berlin).
Carl Sellin heiratete 1903 die sehr viel jüngere Helene Antonie, geb. Rothe (* 1875 in Gera), eine Tochter des Mediums Anna Rothe. Die Ehe blieb kinderlos. Seine Schwiegermutter war als Blumenmedium bekannt, deren Spezialität der Apport von Blumen und anderen Gegenständen war. 1901 wurde sie in Berlin in einem aufsehenerregenden Prozess wegen Betrugs verurteilt. Zu den im Prozess gehörten Zeugen gehörte auch Carl Sellin, der von ihr nach anfänglichen Zweifeln völlig überzeugt war. Sein Feuereifer für das Blumenmedium entfremdete ihn auch von ehemaligen Mitstreitern und Freunden. 
Gegen Ende seines Lebens setzte er sich 1908 sehr kritisch mit der Theosophischen Gesellschaft auseinander, die er für einen Welthumbug hielt.
Der Nachruf auf Sellin in der Zeitschrift für Parapsychologie beschreibt ihn als einen „der letzten aus der klassischen Periode des Spiritismus“ und „durchaus edlen und ehrlichen, vielseitig gebildeten, über die metapsychischen Probleme theoretisch und praktisch gleich gründlich unterrichteten Mannes, den aber die Begeisterung für unsere Sache zur fanatischen Bekämpfung nicht überzeugter Skeptiker fortzureißen pflegte.“

## Werke
- Zur Enthüllung des mecklenburgischen Papstthums. Eine Gewissensstimme an die mecklenburgische Landeskirche. Leipzig 1861
- (mit Michael Baumgarten, Theodor Schulenburg und G. Lenz): Panier der Rettung, oder protestantische Thesen von einigen mecklenburgischen Theologen. Berlin 1862
- Spiritismus und Wissenschaft in Deutschland. In: Sphinx 1 (1886), S. 11–26
- Eduard von Hartmann und die Materialisationen. In: Sphinx 1 (1886), S. 289–304